# Autobahn (singolo)
Autobahn è un singolo del gruppo musicale tedesco Kraftwerk, pubblicato nel 1974 come estratto dall'album omonimo.

## Descrizione
Autobahn è stata composta nei primi mesi del 1974 da Ralf Hütter e da Florian Schneider, con la collaborazione del pittore e paroliere Emil Schult. Si tratta del primo brano musicale dei Kraftwerk ad avere un intero testo cantato, che descrive lo scenario di un'autostrada (in tedesco appunto "Autobahn"), lo stesso illustrato nella copertina dell'album.
All'interno del brano il gruppo utilizza quasi tutti gli strumenti musicali a propria disposizione: dai sintetizzatori (soprattutto il Minimoog e l'ARP Odyssey, utilizzati tra le altre cose per riprodurre i rumori degli autoveicoli in movimento su strada o per ottenere i bassi), dagli strumenti acustici (chitarra e flauto), al vocoder, usato per filtrare alcune parti vocali, fino alle percussioni elettroniche a pads inventate da Hütter e Schneider. Il gruppo utilizzerà anche molti effetti per modificare il suono degli strumenti tra cui un'unità echo per ottenere i bassi e un phasing per suonare gli accordi. Autobahn è stato regolarmente proposto dal gruppo nei concerti dal vivo, anche se nel tempo gli arrangiamenti sono stati via via modificati, soprattutto a causa dell'evoluzione della strumentazione utilizzata. L'ultima versione della canzone, risale al 1991 ed è stata pubblicata come traccia all'interno dell'album The Mix.
Autobahn è stato il primo singolo dei Kraftwerk ad entrare nella classifica statunitense, posizionandosi alla venticinquesima posizione. Nelle classifiche europee invece il singolo ha raggiunto le prime venti posizioni, tra cui in patria il nono posto.

## Tracce
Testi e musiche di Ralf Hütter e Florian Schneider.
7" – Philips (Germania)
1. Autobahn – 3:28
2. Morgenspaziergang – 4:02

7" – Philips (Francia, Italia, Sud Africa)
1. Autobahn – 3:28
2. Morning Ballad – 4:02

7" – Vertigo (Europa)
1. Autobahn – 3:05
2. Kometenmelodie 1 – 6:24

7" – Vertigo (Resto del mondo)
1. Autobahn – 3:27
2. Morgenspaziergang (Morning Walk) – 4:00

7" promozionale – Vertigo (Stati Uniti)
1. Autobahn (Edited Version) – 3:27
2. Autobahn (Edited Version) – 3:27

7" promozionale – Vertigo (Stati Uniti)
1. Autobahn (Edited Long Version) – 5:46
2. Autobahn (Edited Short Version) – 3:27

7", download digitale – Parlophone
1. Autobahn (Single Edit) – 4:35

## Formazione
Gruppo
- Ralf Hütter – voce, elettronica, sintetizzatore, organo, pianoforte, chitarra, batteria elettronica
- Florian Schneider – voce, vocoder, elettronica, sintetizzatore, flauto traverso, batteria elettronica

Produzione
- Ralf Hütter – produzione
- Florian Schneider – produzione
- Konrad Plank – registrazione al Kling Klang Studio, missaggio al Conny's Studio

## Classifiche
| Classifica (1974-75) | Posizione massima |
| -------------------- | ----------------- |
| Belgio (Fiandre)     | 27                |
| Germania             | 9                 |
| Nuova Zelanda        | 4                 |
| Paesi Bassi          | 16                |
| Regno Unito          | 4                 |
| Stati Uniti          | 25                |